# Riforma economica cinese
La riforma economica cinese, nota anche come "riforma e apertura (改革开放S)", è il programma di riforme economiche nella Repubblica popolare cinese (RPC) dopo la rivoluzione culturale (1966-1976). Guidate da Deng Xiaoping, spesso accreditato come "Architetto generale", le riforme furono lanciate dai riformisti all'interno del Partito Comunista Cinese (PCC) il 18 dicembre 1978 durante il periodo "Boluan Fanzheng". Internamente, le riforme economiche hanno permesso ai settori privati e all'economia di mercato, e all'esterno le riforme hanno aperto la Cina agli investimenti esteri e al mercato globale. C'è anche una visione che la Cina ha intrapreso un percorso revisionista e si è aperta al capitalismo, dopo la fase maoista.
Le riforme entrarono in stagnazione dopo il massacro di piazza Tienanmen nel 1989, ma furono riprese dopo il Viaggio nel Sud di Deng Xiaoping nel 1992. Le riforme in seguito divennero note come "socialismo con caratteristiche cinesi" e "economia di mercato socialista" in teoria. Sono entrati a far parte della "teoria di Deng Xiaoping". Nel 2010, la Cina ha superato il Giappone come seconda economia mondiale. D'altra parte, una serie parallela di riforme politiche fu lanciata da Deng nel 1980, ma si concluse nel 1989 a causa delle proteste di piazza Tienanmen.

## Sfondo storico

«L'esperienza e lo sviluppo di Shenzhen sono la prova che la politica d'introduzione delle zone economiche speciali era corretta», dichiarazione scritta e autografata da Deng Xiaoping, oggi esposta nel Museo di Shenzen

Prima delle riforme, l'economia cinese era dominata dalla proprietà statale e dalla pianificazione centralizzata. Le politiche di estrema sinistra durante il cosiddetto "Grande balzo in avanti" hanno causato la grande carestia cinese (1959-1961), che ha provocato un bilancio delle vittime stimato di 15-55 milioni. Dopo la carestia, le politiche di Mao Zedong furono criticate e nel 1962 assunse un ruolo di semi-pensionato, lasciando le responsabilità future a Liu Shaoqi e Deng Xiaoping. Tra il 1962 e il 1966, Liu e Deng iniziarono alcune riforme, inclusa la concessione del libero mercato (in una certa misura), ma queste riforme furono criticate da Mao come tentativi di "distruggere il socialismo".
Nel maggio 1966, Mao Zedong lanciò la Rivoluzione Culturale con l'aiuto del cosiddetto "Gruppo centrale per la Rivoluzione culturale". Tra il 1966 e il 1976, Liu Shaoqi fu perseguitato a morte come "traditore" e anche Deng Xiaoping fu epurato due volte. La rivoluzione ha danneggiato in modo significativo l'economia e l'ordine sociale cinese. Nel 1976, Mao morì e la Rivoluzione Culturale finì. Hua Guofeng, il successore di Mao, scelse di attenersi alle politiche maoiste ma fu presto messo da parte da Deng Xiaoping e dai suoi alleati. Nel 1977, Deng propose il programma "Boluan Fanzheng" per correggere gli errori della Rivoluzione Culturale, e nel dicembre 1978 divenne de facto il nuovo leader supremo della Cina, lanciando lo storico programma "Riforma e apertura".

## Fasi delle riforme

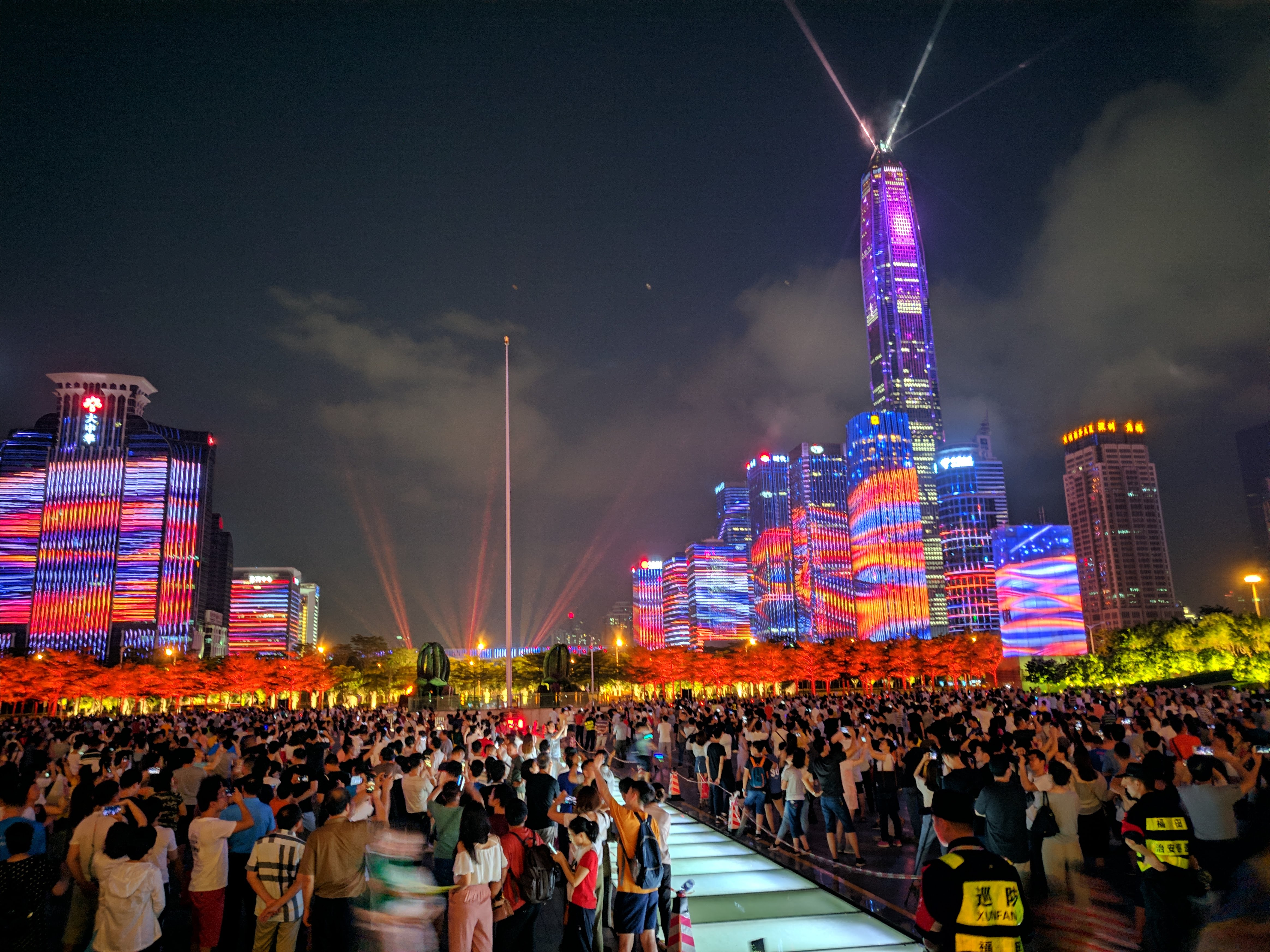
Shenzhen, spesso definita «la Silicon Valley cinese»

Shanghai

Le riforme economiche cinesi sono state realizzate in più fasi:
- La prima fase, tra la fine degli anni '70 e l'inizio degli anni '80, ha coinvolto la de-collettivizzazione dell'agricoltura, l'apertura del paese agli investimenti stranieri e il permesso agli imprenditori di avviare un'attività.[1][27] Tuttavia, un'ampia percentuale di industrie è rimasta di proprietà statale. Durante questo periodo furono create alcune "Zone Economiche Speciali", inclusa Shenzhen, che in seguito divenne nota come "la Silicon Valley della Cina".[25][28]
- La seconda fase della riforma, alla fine degli anni '80 e '90, ha coinvolto la privatizzazione e il mercato dei capitali, in particolare la Borsa di Shanghai (1990) e la Borsa di Shenzhen (1990).[29][30] Tuttavia, i monopoli di stato in settori come le banche e il petrolio sono rimasti. L'abolizione dei controlli sui prezzi nel 1985 fu una riforma importante, ma presto seguirono politiche e normative protezionistiche.[31] Nel 1989, le riforme entrarono in stagnazione a causa del massacro di piazza Tienanmen e molti riformisti, incluso Zhao Ziyang, allora segretario generale del PCC, furono rimossi dai loro incarichi; leader conservatori come Jiang Zemin salirono al potere.[32][33] All'inizio del 1992, Deng Xiaoping fece il suo famoso "Tour del Sud" della Cina, riaffermando l'importanza della riforma e dell'apertura e quindi le riforme furono riprese.[7][8]
- Nel 2001, la Cina è entrata a far parte dell'Organizzazione mondiale del commercio (OMC).[34] Il settore privato è cresciuto notevolmente, rappresentando fino al 70 per cento del prodotto interno lordo della Cina entro il 2005.[35] Ma l'amministrazione di Hu Jintao ha regolato e controllato l'economia più pesantemente dopo il 2005, annullando alcune riforme.[36]
- Dal 1978 al 2013 si è verificata una crescita senza precedenti, con l'economia in aumento del 9,5% all'anno.[37] Nel 2010, la Cina ha superato il Giappone come la seconda economia più grande del mondo.[11] Tuttavia, si dice che l'era delle riforme finisca durante la leadership di Xi Jinping dalla fine del 2012, che generalmente si oppone alle riforme e ha ritirato molte delle riforme dell'era Deng mentre il Partito Comunista riafferma il controllo su diversi aspetti della società cinese, tra cui l'economia.[38][39][40][41][42]

## Studi accademici

### Ragioni del successo

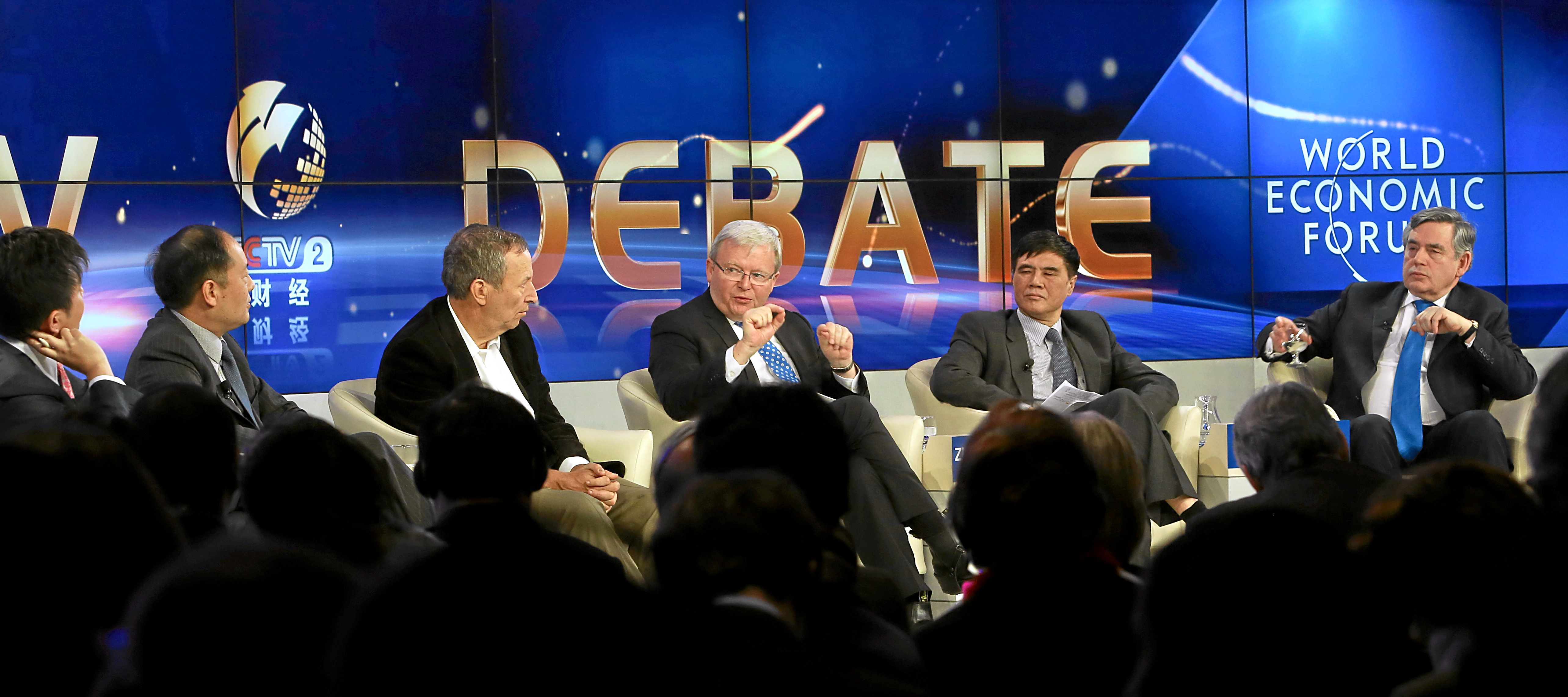
Discussione di "China's Next Global Agenda" durante il Forum economico mondiale (2013).

Gli studiosi hanno proposto una serie di teorie per spiegare il successo della transizione della Cina da un'economia di mercato pianificata a un'economia di mercato socialista. Una teoria degna di nota è che il decentramento dell'autorità statale ha permesso ai leader locali di sperimentare vari modi per privatizzare il settore statale e dare energia all'economia. Sebbene Deng Xiaoping non fosse il creatore di molte delle riforme, le approvò e le sostenne. Un'altra teoria si concentra sugli incentivi interni al governo cinese, in cui era più probabile che venissero promossi i funzionari che presiedono ad aree ad alta crescita economica. Ciò ha reso i governi locali e provinciali "affamati di investimenti", che hanno gareggiato per ridurre i regolamenti e le barriere agli investimenti per stimolare sia la crescita economica che le loro carriere. Tali riforme erano possibili perché Deng coltivava seguaci pro-mercato nel governo.
Il successo della Cina è anche dovuto alla strategia di crescita guidata dalle esportazioni utilizzata con successo dalle "Quattro tigri asiatiche" a partire dal Giappone negli anni '60 -'70. Nel 2001, la Cina è entrata a far parte dell'Organizzazione mondiale del commercio (OMC). Nel 2006, oltre 400 delle società Fortune 500 erano entrate nel mercato cinese, mentre allo stesso tempo un numero considerevole di società cinesi aveva aperto i propri mercati al di fuori della Cina. Anche gli aiuti esteri alla Cina, compresi quelli di Hong Kong, Macao e Taiwan, hanno svolto un ruolo importante. Dall'inizio dell'apertura, la Cina ha ricevuto una quantità significativa di aiuti dai principali paesi sviluppati come Stati Uniti, Giappone, Germania, Francia e Regno Unito.

### Critiche e problemi

Emissioni globali di gas CO2 per paese (2015).

D'altra parte, le riforme economiche hanno portato anche seri problemi alla società cinese, come la corruzione, la disparità di reddito e l'inquinamento. Ad esempio, la Cina è il più grande emettitore di CO2 al mondo. Allo stesso tempo, dopo il massacro di Tiananmen nel 1989, le riforme politiche sono quasi terminate.
Dalla fine degli anni '70, Deng Xiaoping e altri alti dirigenti hanno sostenuto la "politica del figlio unico" per far fronte alla crisi della sovrappopolazione. Molte delle misure coercitive avevano suscitato critiche a causa delle preoccupazioni per le violazioni dei diritti umani. Inoltre, i dati del censimento del 2010 hanno mostrato che il tasso di crescita della popolazione era rimasto molto basso e, a causa della pressione finanziaria e di altri fattori, molte giovani coppie scelgono di ritardare o addirittura abbandonare il piano di crescere un secondo figlio anche se il governo cinese si è ampiamente rilassato riguardo alla politica del figlio unico alla fine del 2015. La crisi demografica minaccia un ulteriore sviluppo economico.
È stato riferito nel corso degli anni che le cifre del PIL e altri dati economici del governo cinese potrebbero essere gonfiati o manipolati in altro modo. Funzionari del governo centrale hanno ammesso che le statistiche economiche locali a volte sono falsificate, ad esempio per raggiungere gli obiettivi di crescita economica per la promozione personale dei funzionari locali.